# Erysiphe brunneopunctata
Erysiphe brunneopunctata är en svampart som beskrevs av U. Braun 1984. Erysiphe brunneopunctata ingår i släktet Erysiphe och familjen Erysiphaceae.   Inga underarter finns listade i Catalogue of Life.